# Ivan Perković
Ivan Perković (Gornji Milanovac, 03. novembar 1988) je srpski glumac i osnivač NASTeatra posvećenog pesniku Momčilu Nastasijeviću.

## Biografija
Diplomirao je glumu na Akademiji Umjetnosti u Banja Luci 2014. godine u klasi profesorke Jelene Trepetove, predstavom Solunci Govore (režija - Cisana Murusidze, tekst - Antonije Đurić) Narodno pozorište u Beogradu. Još kao student igrao je u predstavama Narodnog pozorišta Republike Srpske, Dječijeg Pozorišta Republike Srpske i dr. Pored glume završio je i informatiku na Beogradskoj Poslovnoj školi.
Dobitnik je nagrada za glumu: Zlatna Kolajna "Maja Dimitrijević" na 44. festivalu monodrame i pantomime u Zemunu 2019 god ; Najbolja monodrama 24. festival malih scena i monodrame Istočno Sarajevo 2019 god; Počasna nagrada festival Akterot na Evropa 2017 god; Najbolja predstava "NEDOZVANI" NASTeatar 24. MEFEMM.
Široj publici poznat je po glavnoj ulozi u filmu Ciklus i ulozi Koste - Serdara u seriji Zakopane Tajne. Oženjen je Sanjom Perković, profesorkom Engleskog jezika i kniževnosti. Pored glume velika strast su mu Ribolov, Šah i Fudbal...

## Teatrografija
- Četrnaesta - Autorski projekat Ana Đorđević Narodno Pozorište Republike Srpske
- Solunci govore - Red: Cisana Murusidze Tekst: Antonije Djurić - Diplomska predstava
- Tom Sojer - Red: Jug Radivojević Tekst: Mark Tven - Dječije Pozorište Republike Srpske
- Časovi o... - Red: Mladen Materić Tekst: Peter Handke - Koprodukcija: Narodno Pozorište RS i Tuluz Garon
- Ivica i Marica - Red: Dragoslav Šilja Todorović Tekst: Braća Grim - Dječije Pozorište Republike Srpske
- Hasanaginica- Red: Olja Đorđević Tekst:Ljubomir Simović - Narodno Pozorište Republike Srpske
- Orlovi rano lete- Red: Jug Radivojević Tekst: Branko Ćopić - Dječije Pozorište Republike Srpske
- Mirko I Mirka - Red: Goran Damjanac Tekst: Mario Ćulum - Akademija Umjetnosti Banja Luka
- Pesnik za Pesnike[7] - o životu M. Nastasijevića Autorski projekat Ivan Perković - NASTeatar
- Život oca Todora[8] - Red: Ivan Perković Tekst: Momčilo Nastasijević - NASTeatar
- Svetozar treći[9] - Red: Mihajlo Kostadinov Tekst: Ljiljana Bralović[10] - NASTeatar
- Priča o piscu priči[11] - Red: Ivan Perković Tekst: Momčilo Nastasijević - NASTeatar
- Nedozvani - Red: Jug Radivojević Tekst: Momčilo Nastasijević - NASTeatar
- Brat[12] - Autorski projekat Aleksandar Ristanović - NASTeatar

## Filmografija i  TV
| God  | NAZIV                         | ULOGA                    |
| ---- | ----------------------------- | ------------------------ |
| 2024 | Ciklus                        | Poručnik Todor Mićić     |
| 2023 | Zakopane tajne                | Kosta Carević “Serdar”   |
| 2023 | Mama i tata se igraju rata    | Policajac na klizalištu  |
| 2023 | Heroj ulice                   | Diler                    |
| 2022 | Igra Sudbine                  | Advokat Stefan Herceg    |
| 2022 | Klan                          | Detektiv na prismotri    |
| 2022 | Srce Zločina - ubistvo Jekića | Dragan Gagi Nikolić      |
| 2021 | Vreme Zla                     | Kapetan Mayer            |
| 2021 | Dinastija                     | Zatvorski čuvar          |
| 2021 | Urgentni Centar               | Radiolog Vjekoslav Tešić |
| 2021 | Kralj                         | Konobar Veso             |
| 2020 | The Outpost                   | Covenant Soldier         |
| 2020 | Fakti i Fikcija               | Dušan Miličević Mason    |
| 2020 | Državni Službenik             | Službenik                |
| 2020 | Švindleri                     | Žandarm                  |
| 2019 | Delirijum Tremens             | Konobar                  |
| 2019 | Šifra Despot                  | Konobar                  |
| 2018 | Jutro će promeniti sve        | Organizator              |
| 2014 | Some of Us                    | Strahinja                |
| 2012 | Šešir profesora Koste Vujića  | Žandarm                  |
| 2012 | Brat                          | Egzekutor                |

## Spoljašnje veze
- Ivan Perković на веб-сајту  (језик: енглески)
- linkedin